# Oleg Berdos
Oleg Berdos (nascido em 9 de junho de 1987) é um ciclista profissional olímpico moldávio. Representou sua nação nos Jogos Olímpicos de Verão de 2012, na prova de corrida individual em estrada.